# Объединённый революционный фронт
Объединённый революционный фронт (ОРФ, RUF — англ. Revolutionary United Front) — повстанческая армия, принимавшая участие в гражданской войне в Сьерра-Леоне с 1991 года по 2002. Позже развилась в политическую партию, просуществовавшую до 2007 года. Трое оставшихся в живых лидеров Исса Сесей, Моррис Каллон и Огастин Гбао были признаны Специальным судом по Сьерра-Леоне виновными в военных преступлениях и преступлениях против человечности в феврале 2009 года.

## Создание
В 1990 году сторонникам Чарльза Тейлора удалось свергнуть правительство Либерии. Вдохновлённые его успехом, группа сьерралеонцев, игравших ранее важные роли в Национальном патриотическом фронте Либерии, возглавляемая Фодеем Санко, Абу Кану и Рашидом Мансареем при значительной помощи самого Чарльза Тейлора, создала Объединённый революционный фронт. Поначалу ОРФ был популярен в Сьерра-Леоне. Люди были возмущены коррумпированностью властей и надеялись на обещанное ОРФ бесплатное образование, здравоохранение и справедливое разделение прибыли от добычи алмазов. Несмотря на эти обещания, за границей ОРФ стал известен именно благодаря своей особой жестокости на протяжении более чем десятилетней борьбы.
В самом начале восстания Объединённый революционный фронт считал своим слоганом «Нет рабству, нет хозяевам. Сила и богатство для народа». Лидеры Фронта не были сторонниками марксизма или других левых идеологий, не отстаивали интересы крайнего национализма или фашизма, они также не заявляли о борьбе за права какой-либо этнической группы или региона. В 1995 году, во время мирных переговоров, ОРФ опубликовал брошюру, озаглавленную «Путь к демократии: к новой Сьерра-Леоне», которая содержала упоминания социальной справедливости и панафриканизма.

## Государственный переворот
Фодей Санко не сдержал свои обещания о справедливости в распределении доходов от добычи алмазов и использовал эти денежные средства для вооружения своей армии. Также одним из поставщиков оружия в ОРФ считается Яир Кляйн — израильский наёмник, глава организации Spearhead.
ОРФ сосредоточился на защите ресурсов. Экономика была разрушена. Простые граждане страдали от массового голода, не говоря уже о жестокости отрядов Фронта. В 1997 году Революционный совет вооружённых сил (ВСРС, англ. Armed Forces Revolutionary Council, AFRC) совершил переворот и вместе с ОРФ создал хунту. Но вскоре они были изгнаны из столицы войсками Нигерии. Президентом был назначен Ахмед Кабба.

## Дети-солдаты
ОРФ широко применял детей в качестве воинов. По оценкам ООН, до 11 тысяч детей участвовали в гражданской войне, в основном, в возрасте 7—12 лет. Большинство из них использовались для атаки на деревни или защиты алмазных шахт и складов оружия. Известно, что для управления детьми-солдатами часто использовались наркотики (кокаин). На тело наносилась татуировка «RUF». Дети-солдаты отличались особой жестокостью. Часть из них продолжает военную службу в регулярной армии Сьерра-Леоне.